# Spilogona parvimaculata
Spilogona parvimaculata este o specie de muște din genul Spilogona, familia Muscidae. A fost descrisă pentru prima dată de Stein în anul 1920. Conform Catalogue of Life specia Spilogona parvimaculata nu are subspecii cunoscute.